# مردی از تورنتو (فیلم ۱۹۳۳)
مردی از تورنتو (به انگلیسی : The Man from Toronto) یک فیلم سینمایی کمدی رمانتیک بریتانیایی به کارگردانی سینکلر هیل با بازی جسی متیوز، یان هانتر و فردریک کر محصول سال ۱۹۳۳ است.
بعد از اینکه ارث در صورت ازدواج به آنها واگذار می‌شود، یک زن انگلیسی و یک کانادایی باید برای اولین بار با یکدیگر دیدار کنند تا از دیگری تحقیق کنند - با نتایج کمدی. ماتیوز در زمان تولید یک ستاره در حال ظهور فیلم محسوب می‌شد و به سرعت به یکی از نام‌های برجسته کمپانی گینزبورو پیکچرز تبدیل شد.

## بازیگران
- جسی متیوز در نقش لسلی فارار
- ایان هانتر در نقش فرگوس ویمبوش
- فردریک کر در نقش بونستون (در نقش فرد کر)
- مارگارت یارد در نقش خانم هوبارد
- پرسی پارسونز در نقش هاگبین
- کنت کوو در نقش جانشین
- بن فیلد در نقش جاناتان
- کتلین هریسون در نقش مارتا
- بیل شاین
- جورج ترنر در نقش پووی
- هربرت لوماس در نقش جیک
- لورنس هانرای در نقش دانکن
- سیبیل گراو به عنوان همسر ویکار
- جرج زوکو در نقش اسکوایر
- جورج بنسون در نقش روستایی (اعتبار نیافته)
- سیریل اسمیت[۳][۴][۵]